# Camilo José Cela
Camilo José Cela (født 11. maj 1916, død 17. januar 2002) var en spansk forfatter. Han modtog i 1989 Nobelprisen i litteratur.